# Богоявленская церковь (Калининская)
Церковь Богоявления Господня — приходской православный храм в станице Калининской Краснодарского края. Относится к Ейской епархии Русской православной церкви. Один из немногих деревянных храмов на Кубани, памятник церковной архитектуры.

## История

### Строительство церкви
Станица Калининская, основанная черноморскими казаками в 1808 году на правом берегу Понуры, уходящей в Приазовские плавни, до 1957 года называлась Поповичевской. Её жители построили две Богоявленские церкви. Первая — деревянная, с колокольней, но без фундамента была построена к 1799 году, когда селение Поповичевского куреня — предшественника станицы располагалось вблизи правого берега Кубани у Красного леса. При переселении куреня в 1808 году эту церковь разобрали, перевезли обозами в новое селение на Понуре, установили, и она начала действовать с лета 1809 года. Со временем эта церковь стала тесной: возросло население. Поэтому в 1833 году рядом с ней, но ближе к реке, заложили новую Богоявленскую церковь — тоже деревянную, с колокольней, но на кирпичном фундаменте. Строили, как тогда было принято, без гвоздей, на шипах и клиньях.
Вместе с правым − Матвеевским приделом новую церковь ввели в действие в 1838 году. С той поры обе церкви стояли рядом и были действующими. В 1843 году в них служили священники Лев Алексеев 23 лет и Стефан Рыбальский 36 лет, диакон Иоанн Павленко — 32, дьячок Алексей Закиревский — 18, пономари Григорий Вихрицкий — 28 и Стефан Коколевский — 28 лет. Её строительство было завершено в 1855 г. пристройкой ещё одного — левого придела, наречённого во имя святого великомученика Пантелеймона.
В таком виде церковь освятили в 1856 году, затратив на строительство 9714,3 рублей серебром, собранных станичниками «по раскладу» и добровольными приношениями. Старую церковь снесли в 1880 году — по ветхости, а для оставшейся церкви были отстроены новые ограда и сторожка. 7 декабря 1886 года в этой сторожке была открыта школа грамоты для первых 37 учеников.
Размеры внутреннего помещения церкви составляют в длину и ширину по 12 саженей (около 25 м), а высота до карниза — около 2 саженей (4,5 м).
В 1910 году священник Богоявленской церкви Василий Ключанский был награждён бархатной фиолетовой скуфьею; священник Ф..И. Дудкин возведён в сан протоиерея в 1912 году; местный казак Федот Лях утверждён церковным старостой в 1913 году. Памятным событием стало посещение Богоявленской церкви 28-29 мая 1916 года епископом Ейским Иоанном, который совершил всенощное бдение, Божественную литургию и вместе с местным священником Николаем Соболем сказал проповедь.

### Церковь при Советской власти
После первого установления советской власти в станице в 1918 году были расстреляны самые уважаемые в станице священники — Василий Ключанский и Николай Соболь. Окончательное закрепление этой власти в 1920 году привело к упразднению казачества, усилению пропаганды атеизма, притеснению православия и его священнослужителей. Эти события, а также насильственная коллективизация и голодомор 1932—1933 годов привели к ограничению богослужений в Богоявленской церкви, к закрытию и сносу в 1935 году белокаменного Покровского храма, введенного в действие в конце 1916 года.
Вновь Богоявленская церковь была открыта лишь осенью 1942 года — с ведома немецких оккупантов. С того времени богослужения в ней не прекращаются.
Стараниями священнослужителей многих поколений церковь всё ещё сохраняет опрятный внешний вид, в ней исправно идут все службы и ритуалы. Заметный след в её судьбе оставил протоиерей Георгий Черных, уступивший в 2010 году место митрофорному протоиерею Аркадию Кононову. Затем были игумен Юрий (Пальчиков) и др.
В начале 2016 года прилегающую к церкви территория начали очищать от зарослей, затрудняющих проветривание, повышающих влажность, ускоряющих гниение храмовой древесины.

### В наши дни
В 2013 году появилась информация о том, что власти Кубани планируют выделить 2,5 млн руб. на восстановление разрушенного в 1935 году белокаменного Покровского храма, Одновременно ведется сбор средств на ремонт Богоявленской церкви..